# Aminata Savadogo
Aminata Savadogo (nascida em 9 de janeiro de 1993), mais conhecida como Aminata, é uma cantora letã. Ganhou o concurso de TV Supernova 2015, com a canção "Love Injected, que ganhou o direito de representar a Letônia no Festival Eurovisão da Canção 2015, em Viena, na Áustria.